# Gare de Tokod
La gare de Tokod (en hongrois : Tokod vasútállomás) est une halte ferroviaire hongroise, située à Tokod.